# St.-Jakobs-Platz
Der St.-Jakobs-Platz ist ein öffentlicher Platz im Münchner Stadtteil Altstadt. Aus einem städtebaulichen Problemgebiet wurde im ersten Jahrzehnt des 21. Jahrhunderts ein kulturell bedeutender Platz, der auf angemessene Weise die dort befindlichen Institutionen Jüdisches Zentrum München, Jüdisches Museum München, Stadtmuseum München und Angerkloster zur Geltung bringt und dadurch das Altstadtviertel städtebaulich entscheidend aufgewertet hat. Er geht fast nahtlos in den Sebastiansplatz über, der im Osten durch die Prälat-Zistl-Straße begrenzt wird.

## Lage
Der St.-Jakobs-Platz liegt im Angerviertel der historischen Altstadt von München. Dieses Altstadtviertel hat seinen Namen von einem Anger, also einem offenen Platz, der sich ursprünglich im Bereich des heutigen St.-Jakobs-Platzes befand.

## Verkehr
Der St.-Jakobs-Platz ist durch Poller abgegrenzt. Aus Sicherheitsgründen können keine Fahrzeuge ohne Berechtigung in die Nähe des Jüdischen Zentrums gelangen. Deswegen ist er ein ruhiger Platz, der im Sommer durch Spielgeräte und einen im Boden eingesenkten Brunnen für Kinder attraktiv ist.

## Geschichte

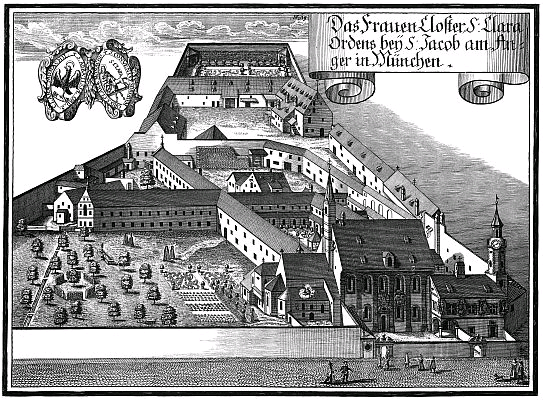
Das Franziskanerkloster wurde vom Klarissen-Orden übernommen

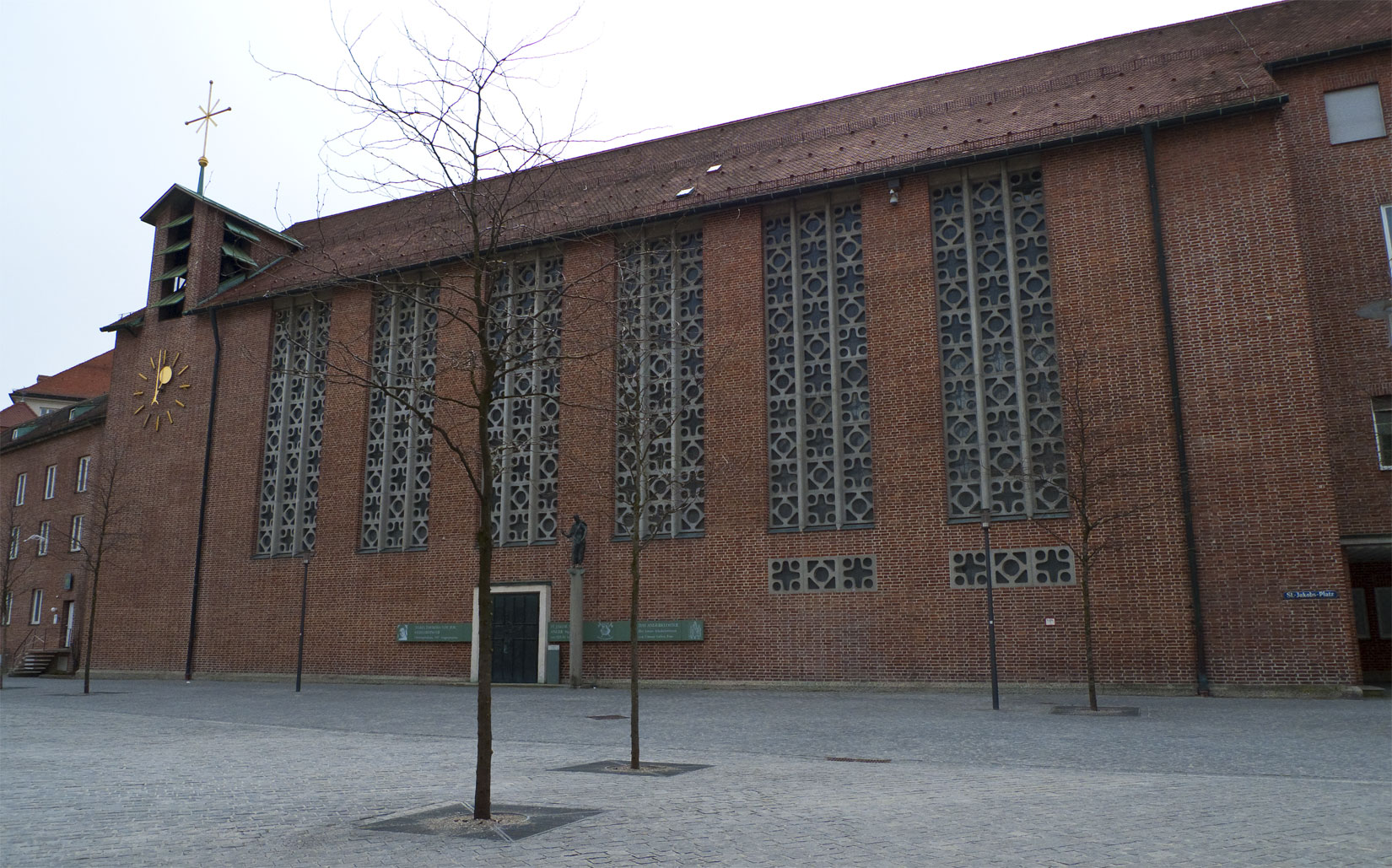
St.-Jakob – der Neubau

St. Jakob am Anger – auch Angerkloster genannt – ist ein römisch-katholisches Kloster der Armen Schulschwestern Unserer Lieben Frau in München. Es ist das älteste, noch bestehende Kloster der Stadt. Es geht auf eine Jakobskapelle des 12. Jahrhunderts zurück, wo zuerst ein Franziskanerkloster entstand.
Auf Wunsch Herzog Ludwigs des Strengen verlagerten die Franziskaner im Jahre 1284 ihren Konvent auf ein Gelände nördlich des Alten Hofs, etwa in der Nähe des heutigen Nationaltheaters. Noch im selben Jahr übernahmen die Klarissen das Angerkloster. Die Wirtschaftsbetriebe der Nonnen leiteten weiterhin die Münchner Franziskaner. Am 14. Feb. 1327 brach ein Brand in der Pfisterei des Angerklosters (s. a. Stadt München->Geschichte->Gründungszeit) aus, der sich über den größten Teil der Stadt ausweitete, etwa ein Drittel in Schutt und Asche legte und 30 Todesopfer forderte.
1404 stürzten Teile der Klosterkirche ein. Der Wiederaufbau erfolgte 1408. Um das Jahr 1600 erfolgte eine Restaurierung im Stil der Renaissance, wobei die gotischen Fresken übertüncht wurden, später erfolgte eine barocke Innenausstattung der Klosterkirche.
1804 gaben die Klarissen ihren Konvent im Zuge der Säkularisation auf. Nach der Säkularisation blieb die Kirche, die wie das Kloster 1805 auf Abbruch versteigert werden sollte, nach Protesten der Münchner Bevölkerung erhalten.
Bereits 1804 wurde in einem Teil des aufgelassenen Klosters die Königliche Beschäftigungsanstalt eingerichtet, der 1810 als zusätzliche Erwerbsquelle die Lithographische Anstalt angegliedert wurde.
1843 übernahm Maria Theresia Gerhardinger, die Gründerin der Armen Schulschwestern von Unserer Lieben Frau, auf Vermittlung von König Ludwig I. das Konventgebäude und die Kirche.
Im Dezember 1944 wurde St. Jakob am Anger durch einen Luftangriff bis auf die Außenmauern zerstört. 1955 bis 1957 wurde die Kirche nach Plänen von Friedrich Haindl als Backsteinbau komplett neu errichtet. Das über zwei Geschosse verfügende, hochräumige Gotteshaus ist in seinem Inneren weiß gehalten. Die Kloster- und Institutskirche St. Jakob am Anger, die sogenannte „Jakobskirche“, ist der einzige vollständige Neubau einer Kirche in der historischen Altstadt Münchens seit dem Zweiten Weltkrieg.
Bis heute unterhalten die Armen Schulschwestern von Unserer Lieben Frau das Theresia-Gerhardinger-Gymnasium am Anger.

## Städtebauliche Konzeption des St.-Jakobs-Platzes

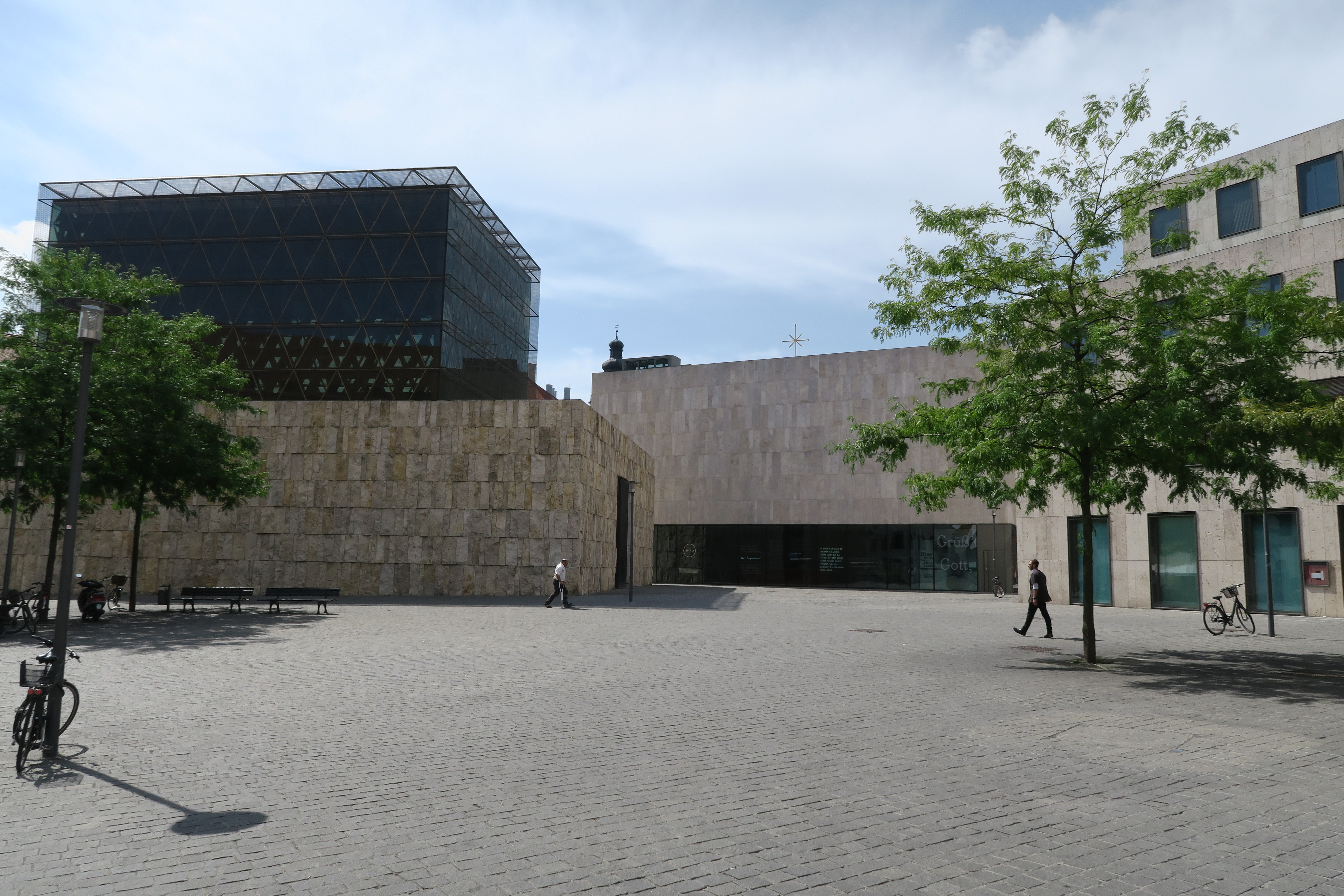
Blick auf den St.-Jakobs-Platz und die neue Hauptsynagoge

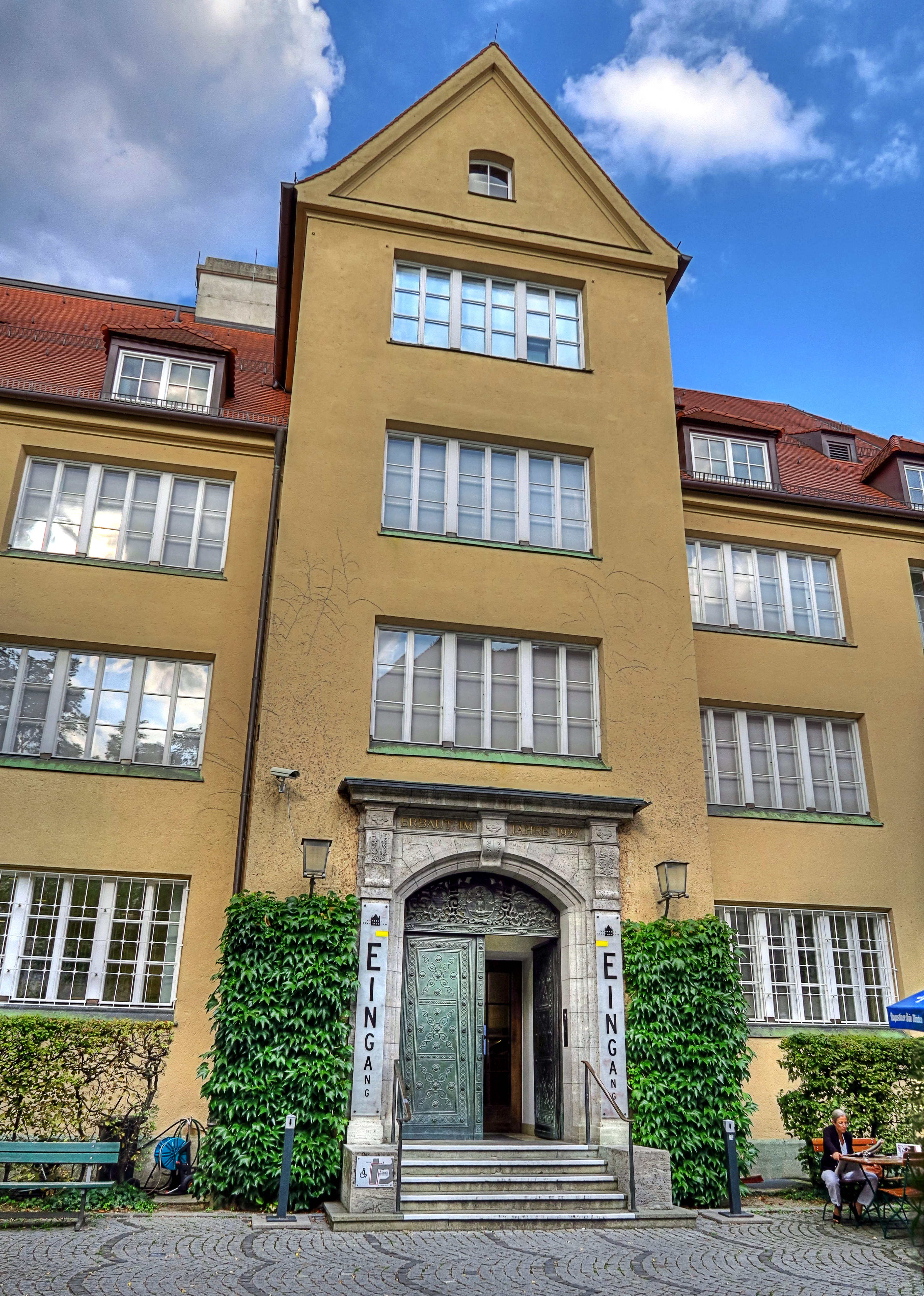
Haupteingang zum Stadtmuseum im Innenhof

Bereits Ende 1998 wurde in einer Grundsatzentscheidung des Münchner Stadtrates festgelegt, in Kooperation mit der Israelitischen Kultusgemeinde auch ein dauerhaftes Jüdisches Museum einzurichten. Zwei Jahre später bot sich die Gelegenheit, gemeinsam mit den Neubauten für das Jüdische Zentrum München (Synagoge und Gemeindehaus) auch dieses städtische Museum am St.-Jakobs-Platz zu errichten.
Trotz unterschiedlicher Größe und Gestalt prägt die drei Gebäude nach außen hin das Material Travertin. Durch die freie Stellung von Synagoge und Museum auf der Fläche zwischen Stadtmuseum, Angerkloster und einer jüngeren Wohnbebauung wurden unterschiedliche öffentliche Räume geschaffen, die als Folge von Plätzen, Wegen und Passagen zwischen den Gebäuden erlebbar sind.
Auf einer 1,1 Hektar großen Brachfläche im Süden der Altstadt entstand durch die Neukonzeption mit dem Bau des Jüdischen Zentrums und des Jüdischen Museums ein Ort der Begegnung. Bis ins 19. Jahrhundert war der im Angerviertel liegende St.-Jakobs-Platz ein bedeutender Marktplatz mit Zeug-, Feuerwehr- und Seidenhaus. Im Zweiten Weltkrieg zerstört und dann nur in Teilen wiederhergestellt, war er seitdem eine Art „innerstädtischer Brache“. Seit 2007/08 präsentiert er sich wieder seiner zentralen Lage angemessen als ein Platz von kultureller Bedeutung und innerstädtischer Ruhe.

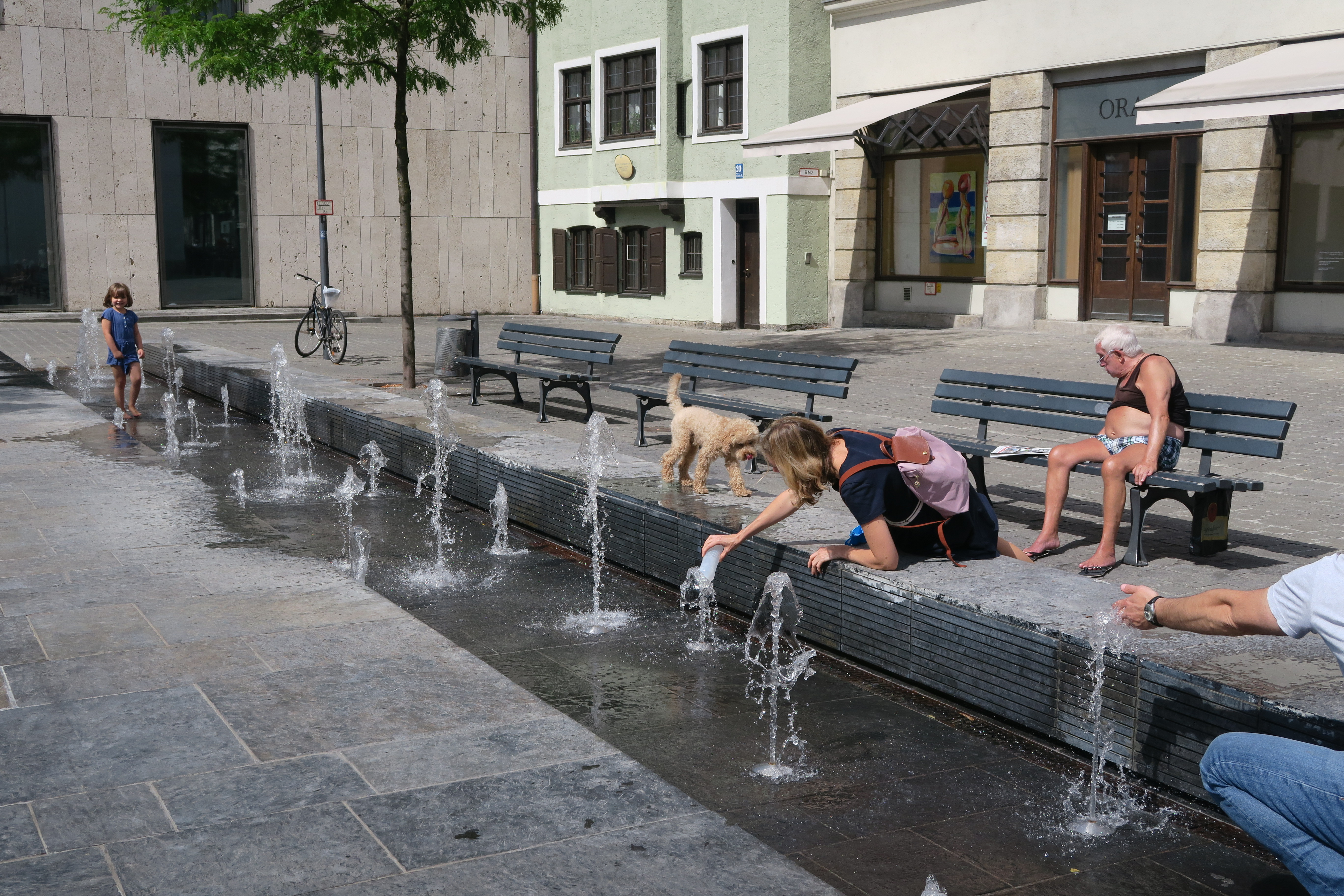
Brunnen auf dem St.-Jakobs-Platz

Grundlage für die Gestaltung war das Ergebnis eines 2003 vom Baureferat ausgelobten Realisierungswettbewerbes. Nach Abschluss der Hochbaumaßnahmen beauftragte der Stadtrat das Baureferat im März 2007 mit der Platzgestaltung, dessen Ziel es war, vielfältige Aufenthaltsqualitäten zu schaffen: für Gläubige und Kulturinteressierte und für alle, die einen Freiraum zum Flanieren, Entspannen und Spielen suchen.
Die gesamte Platzfläche ist rechtwinklig zum Jüdischen Gemeindezentrum gepflastert. Das Pflasterbild vermittelt den Eindruck eines fließenden, weiten Raumes. Das sorgfältig gewählte Material des Granitpflasters knüpft an das historische Pflaster der Altstadt an und setzt einen Kontrast zu den Travertinfassaden der Hochbauten. Locker angeordnet sind Bäume und Bänke, ein Brunnen und ein Spielplatz mit Sandfeld, Hüpfplatten, Wippe und Muldenkarussell. Die in kleinen Gruppen gepflanzten Gleditschien sind robust und spenden einen schirmförmigen hellen Schatten.

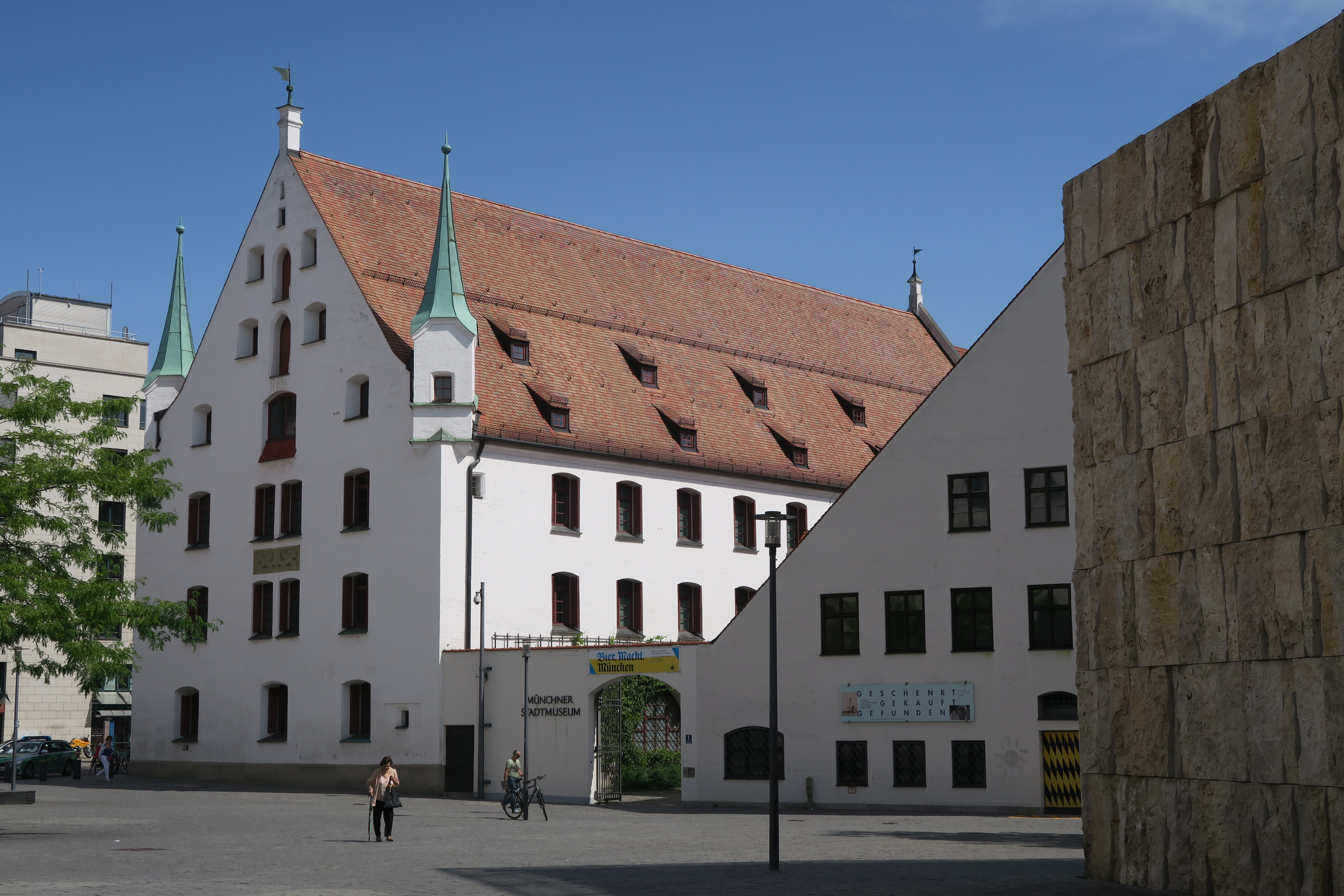
Stadtmuseum München, vorne eine Ecke der Synagoge

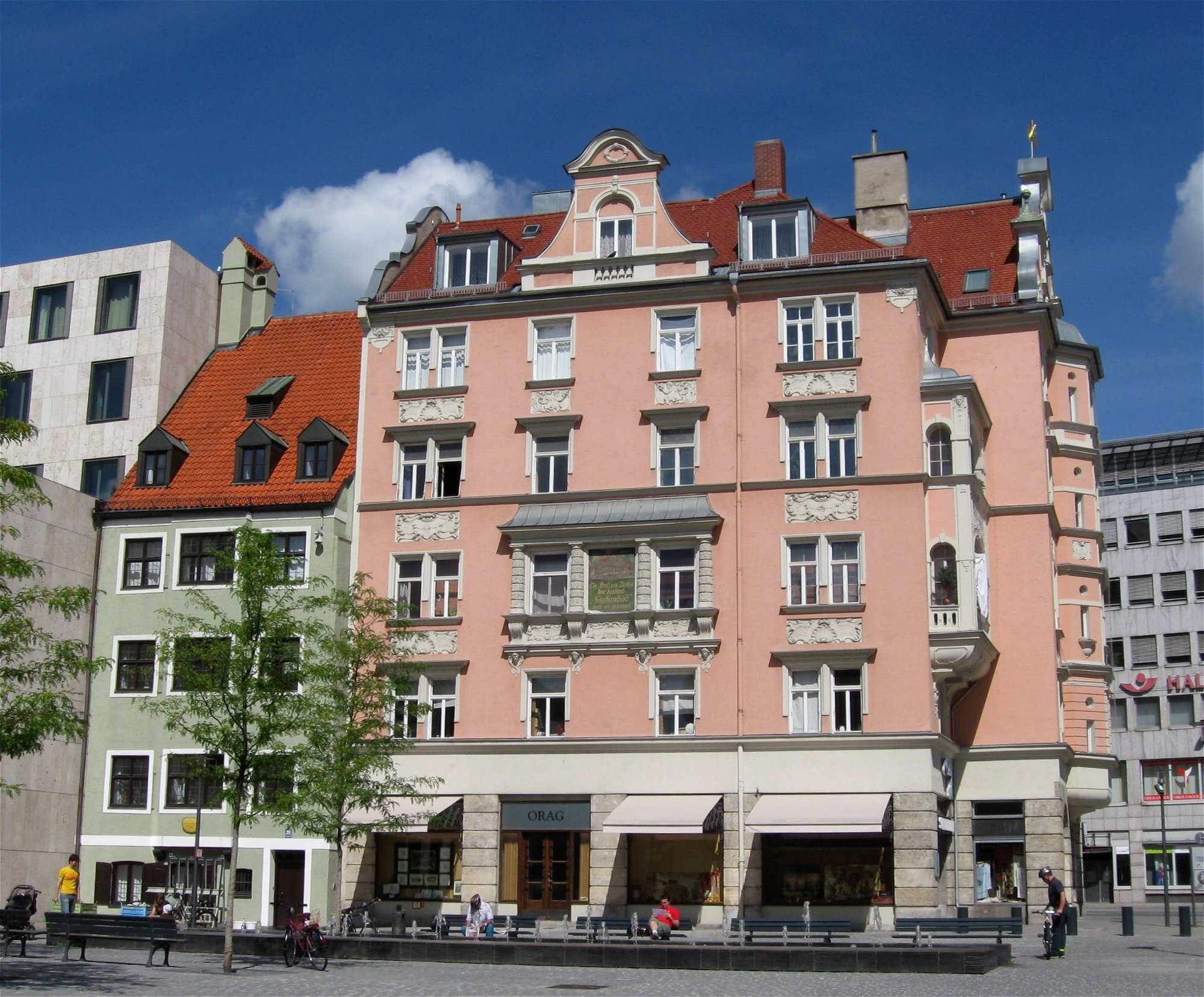
ORAG-Haus, links daneben das schmale Ignaz-Günther-Haus

## Der St.-Jakobs-Platz als Symbol der Versöhnung
68 Jahre nach der Zerstörung ihrer Hauptsynagoge an der Herzog-Max-Straße kehrte die Israelitische Kultusgemeinde mit dem neuen Jüdischen Zentrum am St.-Jakobs-Platz in die Münchner Stadtmitte zurück. Dies war 2007 ein weltweit wahrgenommenes Zeichen der Versöhnung.

## Sehenswürdigkeiten
- St. Jakob (München)

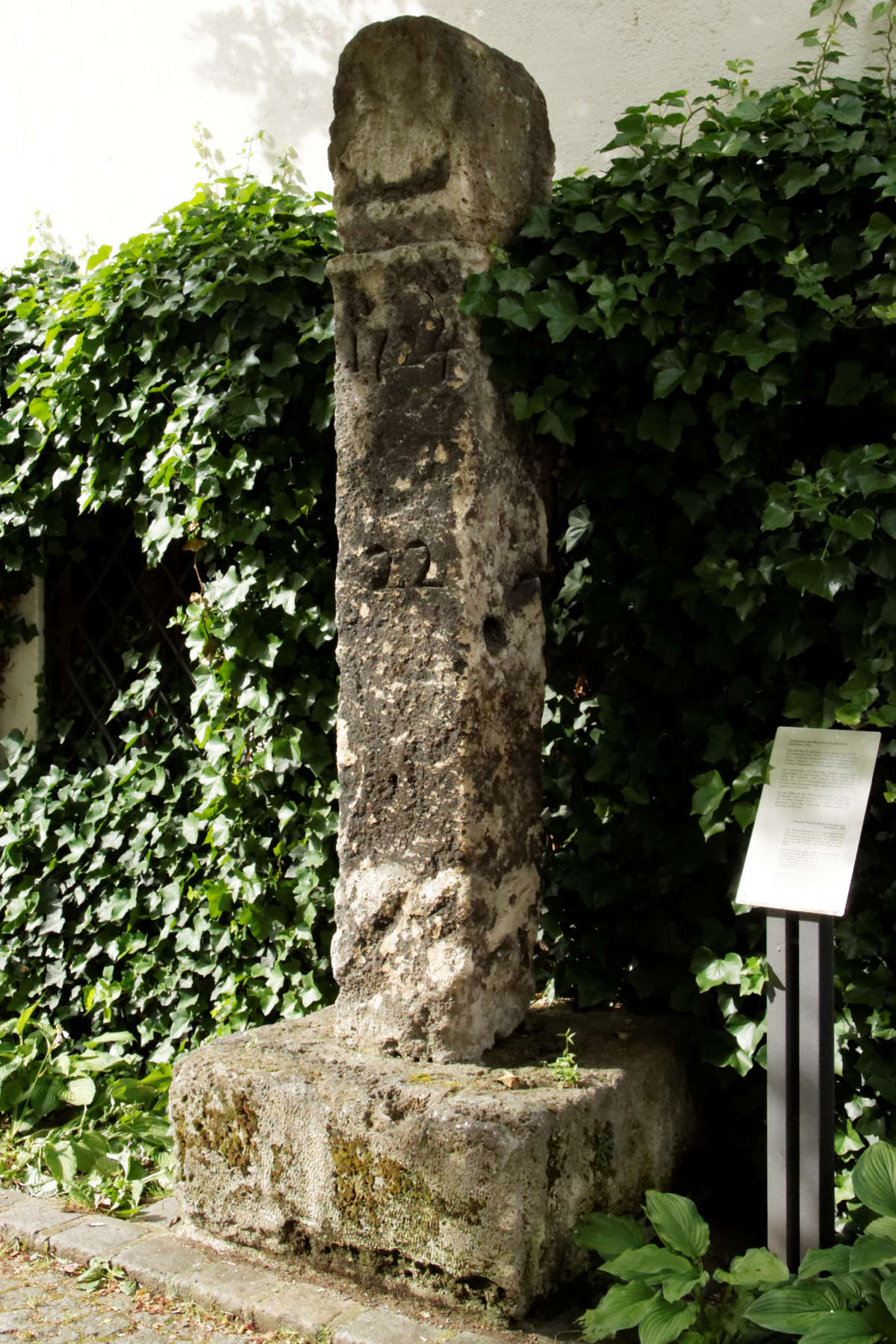
Burgfriedensäule

- Stadtmuseum München im ehemaligen Zeughaus Münchens
- Burgfriedensäule aus dem Jahr 1728

## Öffentliche Einrichtungen

### Kultur und Bildung
- Stadtmuseum München
- Jüdisches Zentrum München mit Gemeindehaus
- Jüdisches Museum München
- Theresia-Gerhardinger-Gymnasium am Anger mit Eingang an der Blumenstraße

### Sonstige Einrichtungen und geschützte Baudenkmäler
- ORAG-Haus
- Ignaz-Günther-Haus
- St. Jakob (München)